# Oxalatonikelnatany
Oxalatonikelnatany jsou komplexní sloučeniny obsahující ligandy tvořené šťavelanovými anionty a atomy či ionty niklu. Patří mezi podvojné soli; mohou i vytvářet shluky obsahující více atomů niklu. Protože jsou šťavelanové anionty bidentátní, tak se mohou buď vázat na jeden nikl dvěma koordinačními místy, nebo vytvářet můstky.
Diaquabis(oxalato)nikelnatanový anion je oktaedrický. Přítomnost Ni(–O–)6 chromoforu mu dodává zelené zbarvení.
| Vzorec                  | Název                                                           | Jiné názvy | Struktura    | Barva/rozklad                                              | Číslo CAS   | Poznámky                |
| ----------------------- | --------------------------------------------------------------- | ---------- | ------------ | ---------------------------------------------------------- | ----------- | ----------------------- |
| [(C2O4)2Ni]2−           | bis(oxalato)nikelnatanový anion                                 |            |              |                                                            |             | [ 1 ]                   |
| Li2[(C2O4)2Ni]·6H2O     | bis(oxalato)nikelnatan lithný                                   |            |              | dehydratace při 80 °C, rozklad při 345 °C                  | 112678-94-1 | [ 2 ]                   |
| Na2[(C2O4)2Ni]·3H2O     | bis(oxalato)nikelnatan sodný                                    |            |              | dehydratace při 85 °C, rozklad nad 320 °C                  | 107996-66-5 | [ 3 ] [ 4 ]             |
| [NH4]2[(C2O4)2Ni]·3H2O  | bis(oxalato)nikelnatan amonný                                   |            |              | dehydratace při 180-262 °C, deaminace za teplot 262-338 °C | 108559-31-5 | [ 3 ] [ 5 ]             |
| K2[(C2O4)2Ni·2H2O]·4H2O | tetrahydrát trans-diaquabis(oxalato-O,O')nikelnatanu draselného |            | monoklinický | zelený                                                     | 14244-63-4  | [ 6 ] [ 7 ] [ 8 ] [ 9 ] |
| Co[(C2O4)2Ni]·5H2O      | pentahydrát bis(oxalato)nikelnatanu kobaltnatého                |            |              | světle růžová                                              |             | [ 10 ]                  |
| Mn[(C2O4)2Ni]·4H2O      | tetrahydrát bis(oxalato)nikelnatanu manganatého                 |            |              | světle modrá                                               |             | [ 11 ]                  |
| Cd[(C2O4)2Ni]·4H2O      | tetrahydrát bis(oxalato)nikelnatanu kademnatého                 |            |              | modrá                                                      |             | [ 10 ]                  |

Kation Ni2+ lze nahradit jinými dvojmocnými ionty kovů a také je možné vytvořit smíšené šťavelanové komplexy obsahující Ni2+ spolu s dalšími kovy; příkladem může být dihydrát bis(oxalato)nikelnatanu hořečnatého.